# Lafonia

Ubicación en el archipiélago.

Lafonia es el nombre dado en inglés a la parte sur de la isla Soledad, la mayor de las islas Malvinas. 
En tiempos anteriores a la ocupación británica de 1833, la zona era conocida como Rincón del Toro, mencionado así por Charles Darwin en los documentos de su viaje en 1834, cuando recorrió la isla Soledad acompañado de dos gauchos. El topónimo, de origen español, aún sobrevive en Punta del Toro, al sur de la isla Soledad.

(…) Nosotros dormimos en un valle en la lengua de tierra que une el Rincón del Toro, la gran península hasta el punto suroeste de la isla. El valle estaba bastante bien protegido del viento frío, pero había muy poca maleza para hacer un fuego. Los gauchos pronto encontraron lo que para mi sorpresa se hizo casi tan caliente como un fuego de carbones, fueron los huesos de un buey, pero últimamente ya comida toda la carne interceptada por los buitres (…)

La lengua de tierra citada es el estrecho istmo de Darwin que vincula la zona con el norte de la isla. 

## Geografía y geología

Mapa de las islas Malvinas con la toponimia en idioma español.

Con forma de letra «E», esta región está unida a la parte septentrional de la isla Soledad por un estrecho istmo de 4 kilómetros que separa la bahía de Ruiz Puente y el seno Choiseul. Si ese istmo se cortara, Lafonia sería la tercera isla más grande de las Malvinas.
En las cercanías de las costas de Lafonia se hallan entre otras las islas: Pelada, María, Jorge, Bougainville, de los Leones Marinos y la isla Águila.
La geología del noroeste de Lafonia es del período Pérmico, similar a la de Ecca Pass en Sudáfrica. La llanura de Lafonia está constituida por sedimentos arenosos de la Grupo Lafonia. Las depresiones en los sedimentos formados fueron cortadas verticalmente por diques de basalto. 
En el siglo XXI se hicieron prospecciones de oro en Lafonia por la Falkland Gold and Minerals Ltd.

## Historia y población

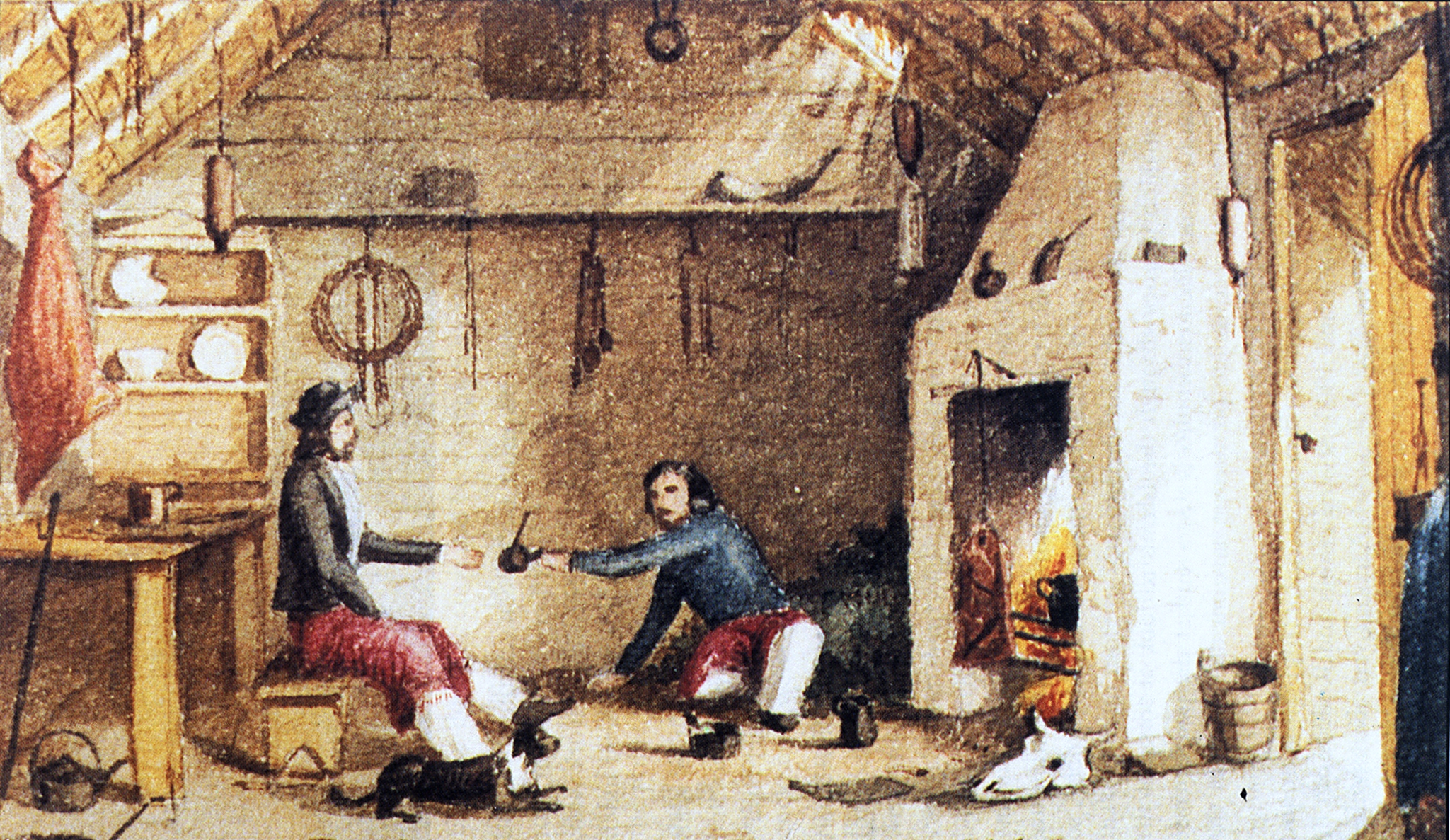
Gauchos malvinenses tomando mate en el Saladero de Hope Place hacia 1850, isla Soledad.

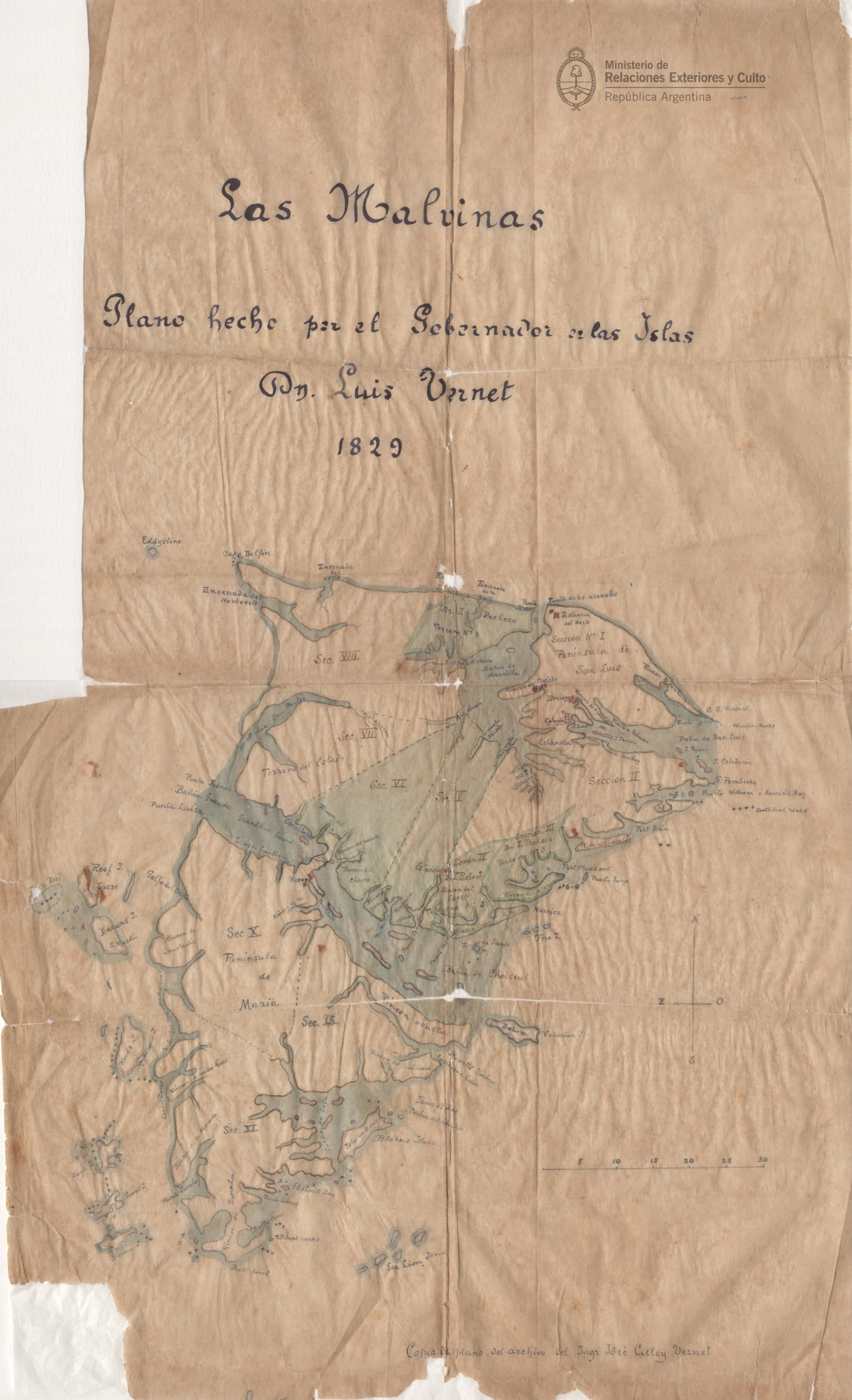
Mapa de la isla Soledad hecho por Luis Vernet en 1829 y conservado en la Cancillería Argentina. Lafonia aparece como Península de María y en sus cercanías aparece el Rincón de San Martín.

La tierra es suave y de baja altitud, pero casi deshabitada, siendo parte de lo que los habitantes de las Malvinas denominan camp (del castellano: campo). La mayoría de sus asentamientos se produjeron a mediados siglo XIX.
En 1845 Samuel Lafone, un rico comerciante de ganado del Río de la Plata, obtuvo una concesión del gobierno británico para la porción sur de la isla Soledad, que era una península de 600 000 acres (240 000 hectáreas) de extensión, y la posesión de todo el ganado salvaje de la isla por un período de seis años, mediante un pago inicial de £ 10 000 y de £ 20 000 en diez años a partir del 1 de enero de 1852.
En 1851 Lafone se interesó en Lafonia, nombre con el que la península comenzó a ser llamada, pero la península fue comprada en 30 000 libras esterlinas por el monopolio de la Falkland Islands Company.
Lafonia se ha utilizado para la cría de ganado ovino desde principios del siglo XIX y es administrada desde Puerto Darwin (fundado en 1859) y Pradera del Ganso, que se encuentran en el estrecho istmo que separa Lafonia del resto de la isla Soledad. El establecimiento de Brazo Norte es la único asentamiento importante en Lafonia (sin contar las islas), junto con Arroyo Walker. 
Lugares de interés incluyen el Puente Colgante de Bodie, construido en 1925, del que se dice que es el más austral del mundo. Hay también una tienda. Entre los monumentos que se pueden encontrar, se hallan El Galpón y el Corral de Piedra en Darwin, la Cabaña de Piedra y el Goose Green Hall en Pradera del Ganso y la Paragon House.
La primera batalla terrestre durante la guerra de las Malvinas tuvo lugar en esta zona (véase la Batalla de Pradera del Ganso), donde más de mil soldados argentinos fueron estacionados y alrededor de unos cien habitantes fueron confinados en la sala de comunidad. El área alberga en la actualidad a un cementerio militar argentino, el Cementerio de Darwin. Partes de la zona, especialmente cerca de Darwin y de Pradera del Ganso, todavía están plagadas de minas.
Otros asentamientos son Puerto Rey, Puerto Egg, Mariquita, Horqueta, Dos Lomas, Puerto Nuevo, Tranquilidad y el abandonado Hope Place.

## Fauna
Charles Darwin investigó la vida silvestre de la zona en su ahora famoso viaje en el HMS Beagle.
La vida silvestre de Lafonia incluye al pato overo, al pato argentino y al pato maicero. Fue introducida la trucha marrón, la que se encuentra en al menos un arroyo que fluye hacia el seno Choiseul. Hay también población de trucha cebra. 